# Frederick Charles Adler
Frederick Charles Adler (* 2. Juli 1889 in London; † 16. Februar 1959 in Wien) war ein US-amerikanisch-deutscher Dirigent.

## Leben und Werk
Adler wurde 1889 als Sohn eines amerikanischen Vaters und einer bayrischen Mutter in London geboren. Er wuchs in München auf. Er nahm Klavier-, Musiktheorie- und Dirigentenkurse an der dortigen Königlichen Musikakademie bei Felix Mottl und Gustav Mahler.
Bis 1911 war er Assistent Mottls an der Münchener Oper. Adler war als Chorleiter an der Münchener Uraufführung von Mahlers 8. Sinfonie beteiligt. Im Ersten Weltkrieg wurde er im Internierungslager Ruhleben gefangen gehalten. Nach dem Tod von Mottl und Mahler wirkte er als Dirigent bei Wagnerfestspielen und Brucknerkonzerten in ganz Europa, Nord- und Südamerika. Von 1924 bis 1933 wirkte er als Dirigent für Radio Berlin und war gleichzeitig Musikdirektor bei der UFA. Er emigrierte 1933 nach New-York, wo er einerseits als Rundfunkdirigent und andererseits als Produktionsleiter im Musikverlags- und Schallplattenwesen tätig war.
Adler wurde mit der Schönberg- und der Bruckner-Medaille der amerikanischen Brucknergesellschaft ausgezeichnet.
Adler starb im Februar 1959 in Wien. Hier hatte er seinen Lebensabend verbracht.